# Glasair Sportsman 2+2
Die Glasair Sportsman 2+2 ist ein viersitziger, einmotoriger, abgestrebter Schulterdecker, der von dem US-amerikanischen Unternehmen Glasair Aviation als Bausatz hergestellt wird.

## Entwicklung und Konstruktion
Die Sportsman 2+2 wurde auf Basis der kleineren GlaStar entwickelt. Glasairs Programm „Two weeks to taxi“ (dt. etwa „in zwei Wochen rollfähig“) bietet dem Käufer Unterstützung beim Bau sowie Schulungen für den Umgang mit Werkzeugen und Vorrichtungen. Die Schulungen entsprechen der Vorschrift der FAA, die bei Selbstbauflugzeugen einen Fertigungsanteil des Eigentümers von 51 % verlangt, damit das Flugzeug als Kitflugzeug eine Einzelzulassung erhält. Das Flugzeug kann mit einem Bug- oder einem Spornradfahrwerk ausgerüstet werden. Des Weiteren sind Schwimmer, amphibische Schwimmer und Bushwheels verfügbar. Der Bausatz wird mit einem Rumpf aus GFK oder aus Karbon geliefert. Die Tragflächen und die Höhenruder bestehen aus Metall. Mögliche Triebwerke für die Maschine sind der Lycoming IO-360 mit 180 PS (132 kW), der Lycoming IO-390 mit 210 PS (154 kW) und der Continental CD-155 mit 155 PS (114 kW), optional mit Verstellpropeller.

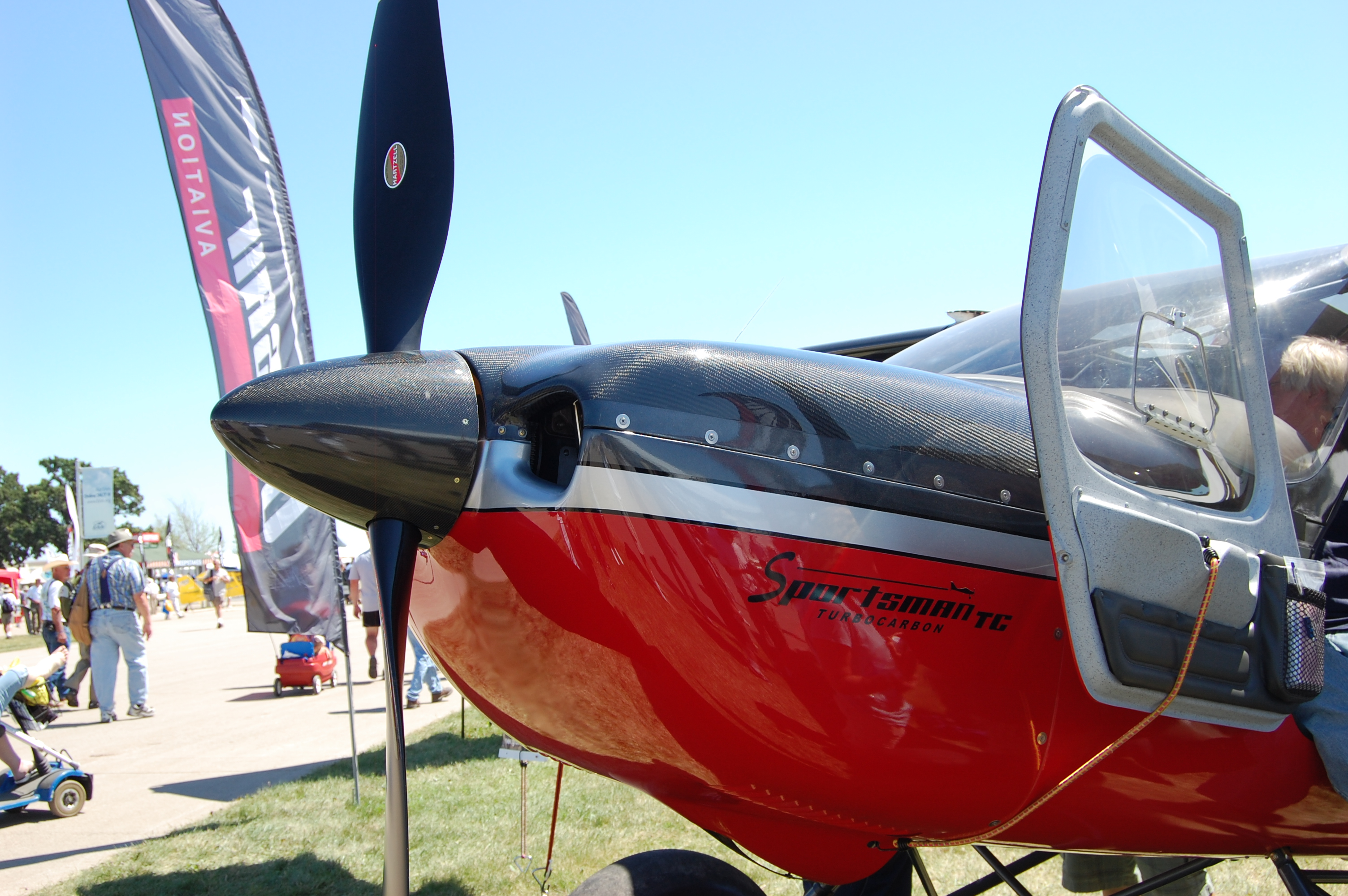
Glasair Sportsman TC (Turbo Carbon)

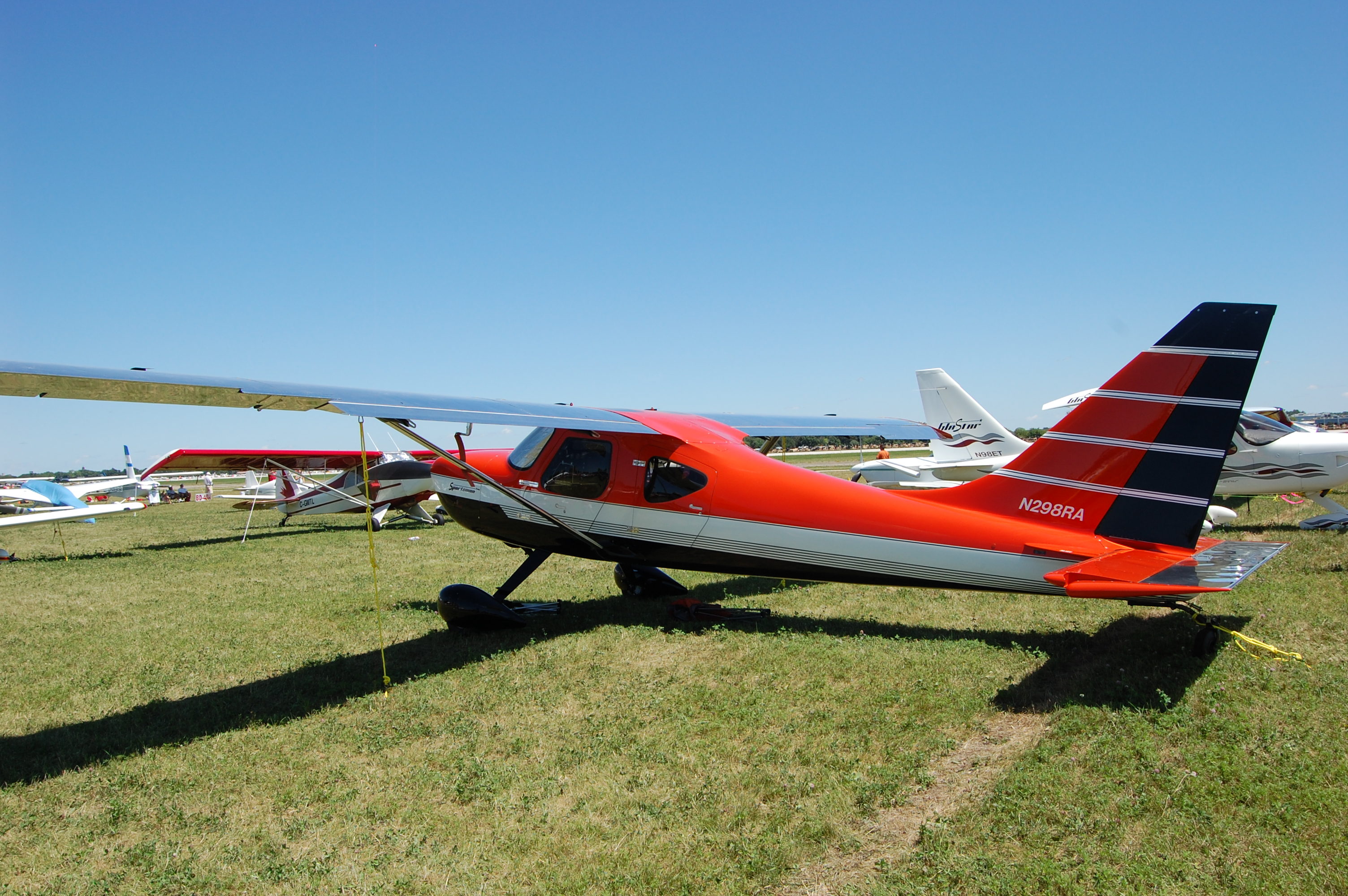
Sportsman aus GFK

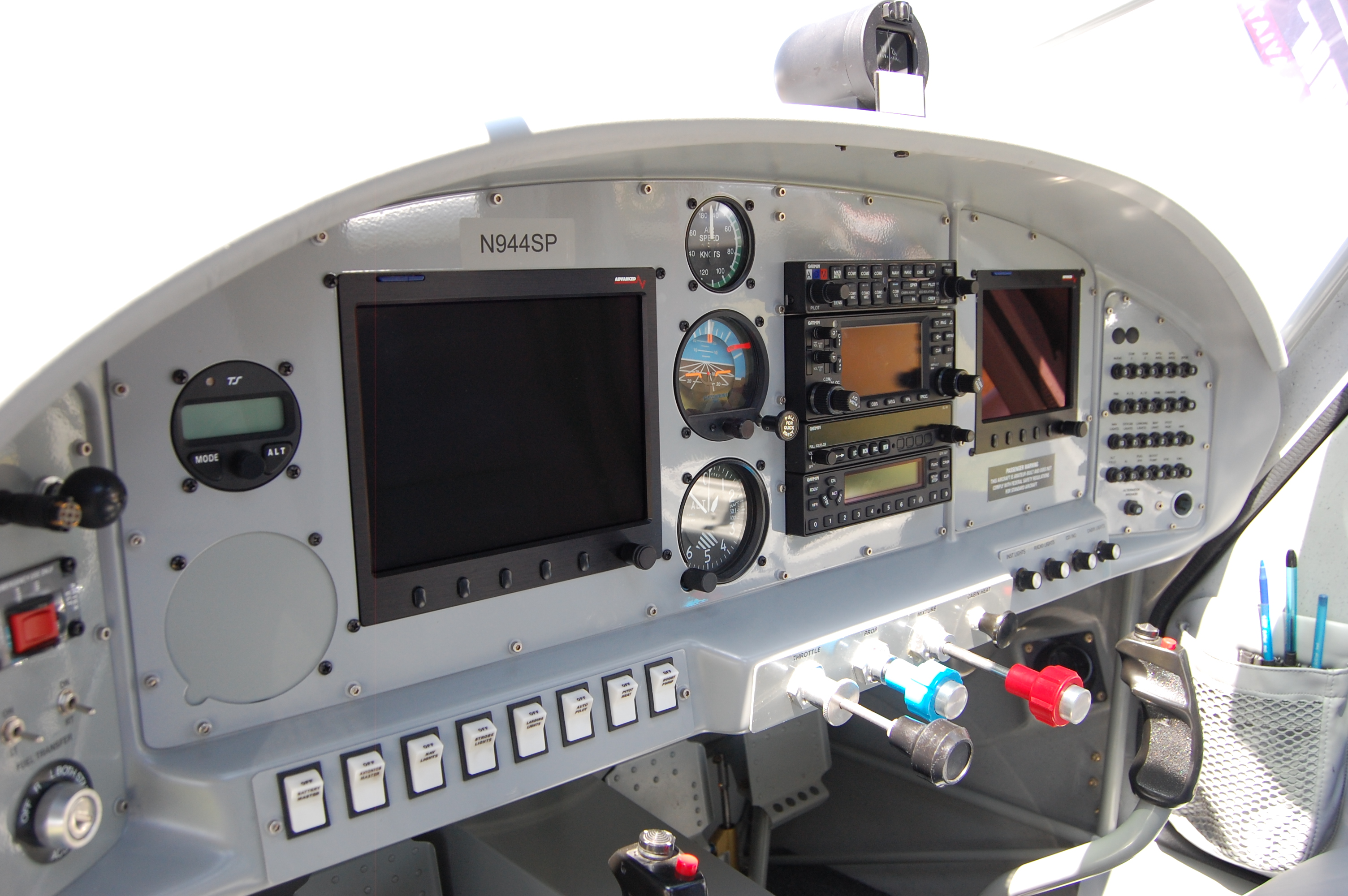
Cockpit einer Glasair Sportsman

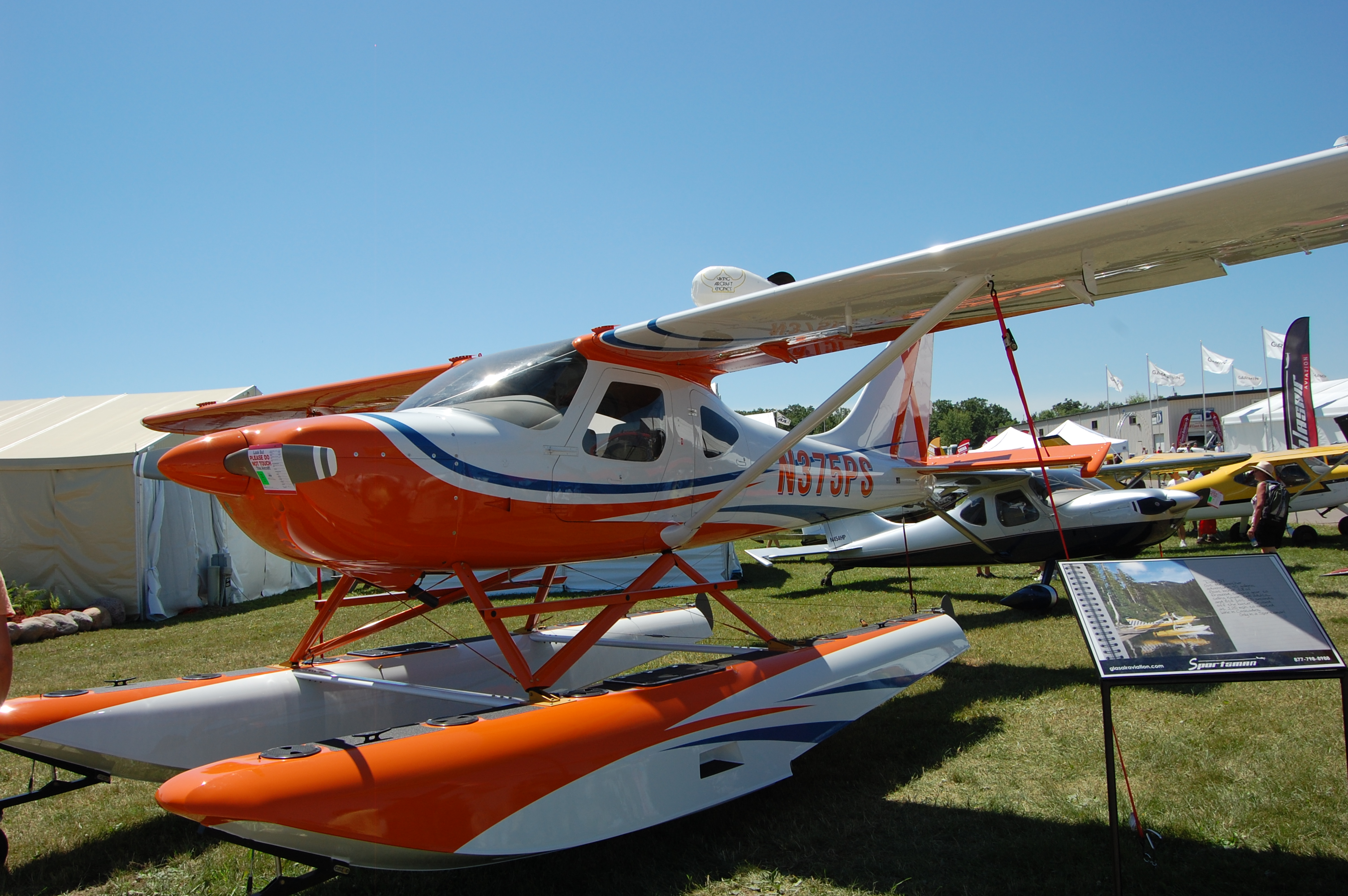
Glasair Sportsman 2+2 auf Schwimmern

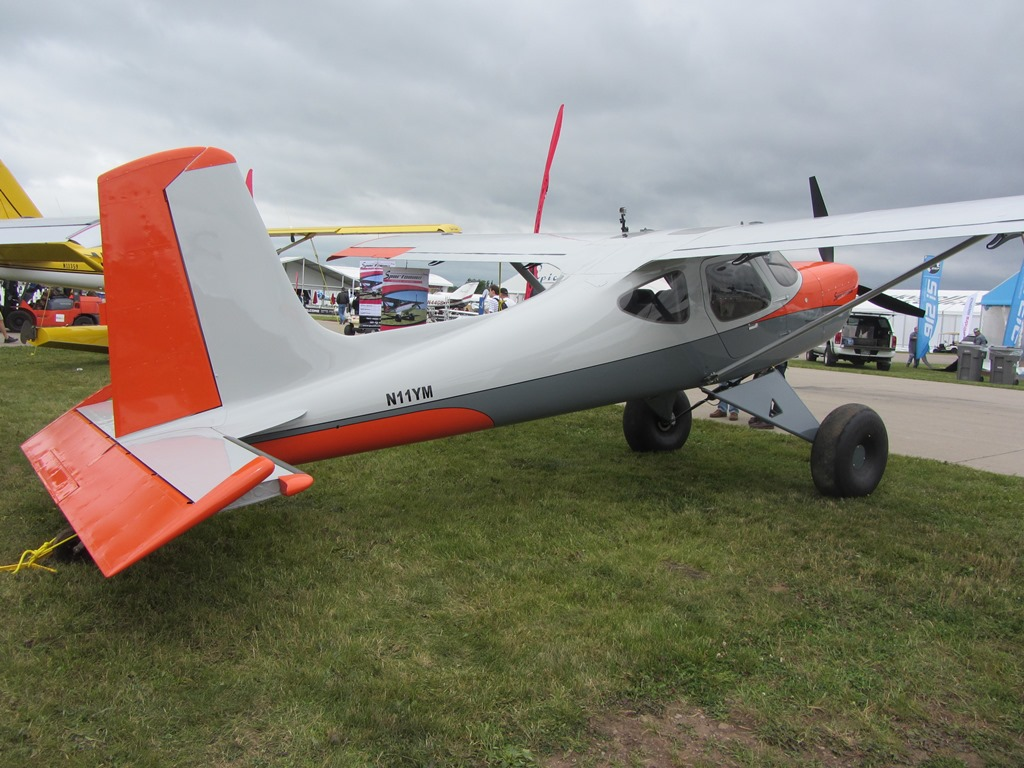
Sportsman mit Bushwheels

## Zwischenfälle
- Am 27. Juli 2005 stürzte eine Sportsman beim Anflug auf den Flugplatz von Wautoma in Wisconsin aufgrund eines Strömungsabrisses aus 300 bis 500 Fuß Höhe ab, geriet in Brand und wurde vollständig zerstört. Der Pilot wurde beim Aufprall getötet.[7]
- Am 28. Oktober 2013 berührte eine Sportsman in der Nähe von Castle Rock in Colorado im Flug ein Versorgungskabel und stürzte ab. Die 32-jährige Pilotin wurde schwer verletzt und das Flugzeug schwer beschädigt.[8]
- Am 9. März 2017 verlor der 79-jährige Pilot einer Sportsman mit Spornradfahrwerk beim Ausrollen nach der Landung die Kontrolle über das Flugzeug, das daraufhin gegen einen Baum prallte. Der Pilot wurde bei dem Unfall schwer verletzt und das Flugzeug erheblich beschädigt.[9]

## Technische Daten
| Kenngröße                              | Lycoming IO-360                                                     | Lycoming IO-390                                                     | Continental CD-155                                                  |
| -------------------------------------- | ------------------------------------------------------------------- | ------------------------------------------------------------------- | ------------------------------------------------------------------- |
| Besatzung                              | 1                                                                   | 1                                                                   | 1                                                                   |
| Passagiere                             | 3                                                                   | 3                                                                   | 3                                                                   |
| Länge                                  | 23 ft (7 m)                                                         | 23 ft (7 m)                                                         | 23 ft (7 m)                                                         |
| Spannweite                             | 35 ft (10,7 m)                                                      | 35 ft (10,7 m)                                                      | 35 ft (10,7 m)                                                      |
| Höhe                                   | 9,3 ft (2,8 m) (Bugradfahrwerk) / 6,9 ft (2,1 m) (Spornradfahrwerk) | 9,3 ft (2,8 m) (Bugradfahrwerk) / 6,9 ft (2,1 m) (Spornradfahrwerk) | 9,3 ft (2,8 m) (Bugradfahrwerk) / 6,9 ft (2,1 m) (Spornradfahrwerk) |
| Flügelfläche                           | 131 ft² (12 m²)                                                     | 131 ft² (12 m²)                                                     | 131 ft² (12 m²)                                                     |
| Flügelstreckung                        | 9,4                                                                 | 9,4                                                                 | 9,4                                                                 |
| Leermasse                              | 1.350 lb (612 kg)                                                   | 1.350 lb (612 kg)                                                   | 1.500 lb (680 kg)                                                   |
| max. Startmasse (Fahrwerk / Schwimmer) | 2.350 lb (1.066 kg) / 2.500 lb (1.134 kg)                           | 2.500 lb (1.134 kg) / 2.650 lb (1.202 kg)                           | 2.500 lb (1.134 kg)                                                 |
| Höchstgeschwindigkeit                  | 145 kn (269 km/h)                                                   | 162 kn (300 km/h)                                                   | 143 kn (265 km/h)                                                   |
| Reisegeschwindigkeit (75 % Leistung)   | 137 kn (254 km/h)                                                   | 150 kn (278 km/h)                                                   | 132 kn (244 km/h)                                                   |
| Reisegeschwindigkeit (65 % Leistung)   | 134 kn (248 km/h)                                                   | 145 kn (269 km/h)                                                   | 122 kn (226 km/h)                                                   |
| Steigleistung                          | 1.000 ft / min                                                      | 1.200 ft / min                                                      | 900 ft / min                                                        |
| Dienstgipfelhöhe                       | 20.000 ft (6.096 m)                                                 | 21.500 ft (6.553 m)                                                 | 24.000 ft (7.315 m)                                                 |
| Reichweite                             | 721 NM (1.335 km)                                                   | 638 NM (1.182 km)                                                   |                                                                     |